# Mastaba

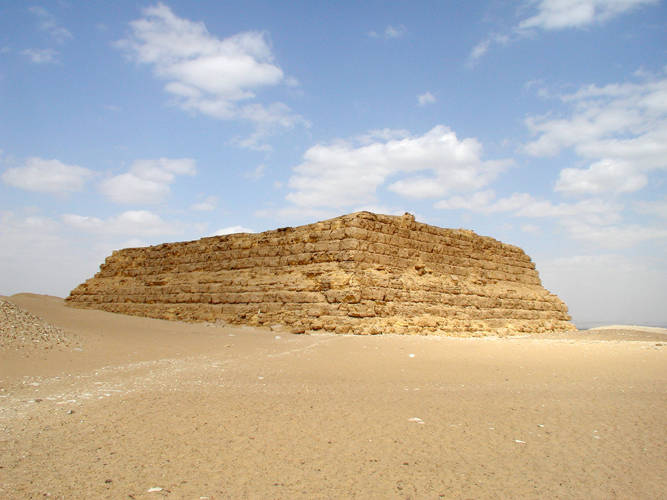
Mastaba del faraó

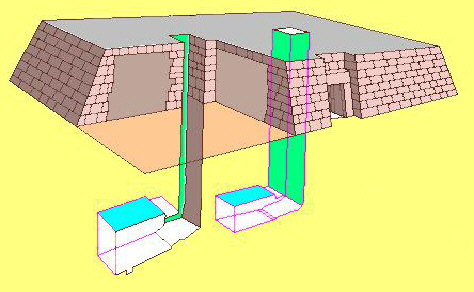
Estructura d'una mastaba

Una mastaba és una estructura rectangular de murs inclinats i sostre pla que s'utilitzava a l'antic Egipte (Imperi Antic) per enterrar alts dignataris. La paraula «mastaba» prové de l'àrab (maṣṭabaʰ o maṣṭabat), denominació d'un «banc de pedra». L'egiptòleg Auguste Mariette, que va sentir la paraula dels obrers egipcis, la va adoptar.
Les tombes anteriors, recobertes amb un túmul de sorra, no conservaven els cossos durant gaire temps. Des de les primeres dinasties, els faraons i els nobles les feren recobrir amb túmuls de tàpia. L'edifici resultant mesurava entre 3 i 50 metres de llarg i fins a sis d'alt, i s'orientava en sentit nord-sud.
En les tombes menys importants s'utilitzaven teules i pedra. Les mastabes continuaren erigint-se quan els faraons optaren per l'enterrament en piràmides. Les mastabes consisteixen en un pou que desemboca en una cambra funerària i en les estructures de superfície.
A la capella s'hi celebraven els ritus funeraris. Compta amb altres sales adossades. L'entrada mira cap a l'est i és l'evolució d'una porta falsa en forma de nínxol. Aquest nínxol amb el temps es va convertir en una sala independent en forma de L o T invertides o en un conjunt de sales. Les parets es decoraven amb escenes de sacrifici o de la vida quotidiana del difunt.
El serdab és una cambra oberta en el mur de la mastaba en què es col·locava una estàtua de pedra o fusta del difunt. No tenia més obertures que un forat que donava a la capella.

## El pou
El pou s'obria en el sostre de la mastaba i s'introduïa verticalment en la roca amb una amplada d'entre 2,5 i 3 metres fins a una profunditat d'entre 18 i 20 metres. En el fons s'hi feia un corredor horitzontal que portava a la cambra funerària. Un altre tipus no era vertical, sinó que tenia una certa inclinació i naixia sota l'enllosat del pati oriental de la mastaba o sota el pati. Una vegada enterrat el difunt, es tapava el corredor horitzontal i s'obstruïa el pou amb runa.
La cambra funerària s'excavava en la roca i era ampla. El sarcòfag era rectangular i estava treballat en un bloc de pedra calcària, granit rosat o basalt; en aquesta època no sempre es momificaven els cadàvers i, si es feia, no es treien els òrgans interns i el cos se submergia en natró.
De la mastaba a la piràmide: amb el temps, les mastabes van créixer en mida i alçada, i en alguns casos van presentar un segon pis. A començament de la dinastia III d'Egipte (al voltant de 2650 aC) es va introduir la pedra tallada en l'arquitectura i les tombes dels faraons augmentaren notablement la mida. S'atribueix a Imhotep, arquitecte, metge i visir de Djoser, la idea d'ajuntar diverses mastabes una sobre l'altra en el que constituiria la piràmide esglaonada de Djoser, a Saqqara. Un segle més tard, a la piràmide de Meidum, del faraó Snofru, les filades de pedra es van fer de pedra polida, en el que s'anomena «piràmide romboïdal», ja que la inclinació del pendent variava. A començament de la iv dinastia van aparèixer les piràmides pròpiament dites.

## Una mastaba moderna
Els artistes romanesos Christo i Jeanne-Claude van construir al llac del Hyde Park de Londres l'obra Barrels and the mastaba, una construcció flotant feta amb 7.506 bidons de petroli de diferents colors.